# Reinhard Hesse (Journalist)
Reinhard Hesse (* 17. August 1956 in Hannover; † 11. Oktober 2004 in Berlin) war ein deutscher Redenschreiber und Journalist.

## Leben
Reinhard Hesse wuchs als Kind deutscher Eltern in Kairo auf. Nach seinem Geschichts- und Germanistik-Studium war er unter anderem als Reporter in Beirut, Kairo, Bonn und in den USA tätig, langjährig Redakteur der taz als Auslandskorrespondent in Beirut und in der Regionalredaktion in Hannover. Hesse lebte unter anderem in Berlin, München und Beirut. Mit 30 Jahren wurde er Chefredakteur der von Hans Magnus Enzensberger herausgegebenen Zeitschrift TransAtlantik, die er bis 1987 mit dem Schriftsteller Jörg Fauser neben „lui“ (ebenfalls im NewMag Verlag von Heinz van Nouhuys) betreute. Seit 1998 übte Hesse die Tätigkeit als Redenschreiber und Verfasser politischer Aufsätze für den damaligen Bundeskanzler Gerhard Schröder aus. 2002 veröffentlichte er das Buch Ground Zero – Der Westen und die islamische Welt gegen den globalen Djihad, das sich mit den islamischen Ländern und insbesondere den Terroranschlägen vom 11. September beschäftigt.
Hesse verstarb im Alter von nur 48 Jahren an einem erst wenige Wochen zuvor diagnostizierten Hirntumor. Er ist auf dem Friedhof der Dorotheenstädtischen und Friedrichswerderschen Gemeinden in Berlin-Mitte bestattet.